# Judith Kuckart
Judith Kuckart (* 17. června 1959 Schwelm, Severní Porýní-Vestfálsko) je německá spisovatelka, choreografka a režisérka.

## Život a dílo
Studium literární a divadelní vědy v Kolíně a Berlíně ukončila diplomovou prací o německé básnířce Else Lasker-Schüler. Již během svého studia psala divadelní a filmové recenze pro různá média.
V její literární tvorbě je patrné vypořádávání se s německými dějinami (např. nacismem), či mezilidskými vztahy. Kromě prozaické tvorby je také autorkou divadelních a rozhlasových her.
K listopadu roku 2016 byla již třikrát (2006 – širší nominace za román Kaiserstraße, 2008 – širší nominace za román Die Verdächtige, 2013 – širší nominace za román Wünsche) nominována na Německou knižní cenu.

## Přehled děl v originále (výběr)

### Romány
- Dass man durch Belgien muss auf dem Weg zum Glück: Roman. Köln: DuMont Verlag, 2015. 220 S.
- Wünsche: Roman. Köln: DuMont Verlag, 2013. 301 S.
- Die Verdächtige: Roman. Köln: DuMont Verlag, 2008. 288 S.
- Kaiserstraße: Roman. Köln: DuMont Verlag, 2006. 314 S.
- Lenas Liebe: Roman. Köln: DuMont Verlag, 2002. 303 S.
- Der Bibliothekar: Roman (1998; následně DuMont Verlag, 2004; btb Verlag, 2009. 224 S.)
- Die schöne Frau: Roman. Frankfurt am Main: S. Fischer, 1994. 269 S.[6]
- Wahl der Waffen: Roman. S. Fischer Verlag, 1990. (dále, btb Verlag, 2008. 176 S.)

### Povídky
- Die Autorenwitwe: Erzählungen. Köln: DuMont Verlag, 2003. 140 S.